# مريم زارع
مريم زارع (بالألمانية: Maryam Zaree )‏ (و. 1983  م) هي ممثلة ألمانية، ولدت في طهران.

## وصلات خارجية
- مريم زارع على موقع IMDb (الإنجليزية)
- مريم زارع على موقع ميتاكريتيك (الإنجليزية)
- مريم زارع على موقع روتن توميتوز (الإنجليزية)
- مريم زارع على موقع قاعدة بيانات الأفلام العربية
- مريم زارع على موقع ألو سيني (الفرنسية)
- مريم زارع على موقع أول موفي (الإنجليزية)
- مريم زارع على موقع قاعدة بيانات الأفلام السويدية (السويدية)
- مريم زارع على موقع قاعدة بيانات الفيلم (الإنجليزية)
- مريم زارع على موقع ليتربوكسد (الإنجليزية)
- مريم زارع على موقع كينوبويسك (الروسية)